# Christian Jakob Kraus
Christian Jakob Kraus (Ostróda, 27 luglio 1753 – Königsberg, 25 agosto 1807) è stato un linguista e bibliotecario tedesco.

## Biografia
Originario di Osterode (in seguito appartenente alla Prussia orientale), Kraus studiò nelle università di Königsberg e Göttingen. Nel 1782 divenne professore di filosofia pratica e cameralismo a Königsberg. Fu lo studente di Immanuel Kant, Kraus era famoso per aver importato le idee di Adam Smith nella scena accademica tedesca. Fu anche bibliotecario della Biblioteca di Königsberg dal 1786 al 1804. Kraus incoraggiò i funzionari e la nobiltà della Prussia orientale a migliorare le condizioni rurali della provincia; alcune delle sue idee furono successivamente adattate nell'era delle riforme prussiane. Kraus morì a Königsberg nel 1807.